# Pachygrontha lineata
Pachygrontha lineata är en insektsart som beskrevs av Ernst Friedrich Germar 1837. Pachygrontha lineata ingår i släktet Pachygrontha och familjen Pachygronthidae. Inga underarter finns listade i Catalogue of Life.